# Caldera Fisher
La caldera Fisher, també anomenat Mont Fisher i volcà Fisher és una gran caldera volcànica que fa 11 x 18 quilòmetres, que es troba a l'illa d'Unimak, a les illes Aleutianes d'Alaska, Estats Units. Es troba a tan sols 21 km del mont Westdahl. Es va formar arran de l'erupció destructiva d'un estratovolcà andesític fa uns 9.400 anys, acompanyada de l'emissió de fluxos piroclàstic. Conté tres llacs de cràter, un de 3,2 km d'ample i dos altres d'uns 2,4 km d'amplada.
L'erupció volcànica més gran a la Terra durant l'Holocè, amb un Índex d'explosivitat volcànica 6, es va produir a la caldera Fisher l'any 8700 aC. La darrera erupció va tenir lloc el 1830.